# Ẩm thực Peru
Ẩm thực Peru bao hàm cách nấu nướng và thành phần địa phương bao gồm ảnh hưởng chủ yếu từ dân cư bản địa, bao gồm cả người Inca, và ẩm thực do người nhập cư từ châu Âu mang đến (ẩm thực Tây Ban Nha, ẩm thực Ý, ẩm thực Đức); Châu Á (ẩm thực Nhật Bản và ẩm thực Trung Quốc); và Châu Phi. Không có những nguyên liệu quen thuộc từ quê nhà, người nhập cư đã sửa đổi món ăn truyền thống của họ bằng cách sử dụng những nguyên liệu sẵn có ở Peru.
Bốn sản phẩm chủ lực truyền thống của ẩm thực Peru là ngô, khoai tây và các loại củ khác, và củ dền (diêm mạch, kañiwa và kiwicha) và cây họ đậu (đậu trắng và đậu cánh chim). Mặt hàng chủ lực của người Tây Ban Nha bao gồm gạo, lúa mì và các loại thịt (thịt bò, thịt lợn và thịt gà).
Nhiều loại thực phẩm truyền thống — chẳng hạn như quinoa, kiwicha, ớt, và một số loại rễ và củ — đã trở nên phổ biến hơn trong những thập kỷ gần đây, phản ánh mối quan tâm đến thực phẩm quay trở lại và kỹ thuật ẩm thực bản địa của Peru. Đầu bếp Gaston Acurio đã trở nên nổi tiếng với việc nâng cao nhận thức về nguyên liệu địa phương. Thành phần quan trọng nhất trong tất cả các món ăn Peru là khoai tây, vì Peru có nhiều loại khoai tây nhất trên thế giới.
Nhà phê bình ẩm thực Hoa Kỳ Eric Asimov đã mô tả là một trong những nền ẩm thực quan trọng nhất thế giới và là một điển hình của ẩm thực kết hợp, do lịch sử đa văn hóa lâu đời của Peru.